# ЧЕТРА Т40
ЧЕТРА Т-40 — самый тяжёлый серийно выпускаемый в России гусеничный трактор. Выпускается на ОАО «Промтрактор» в Чебоксарах, входящее в концерн «Тракторные заводы».

## Назначение
Предназначен для тяжёлых работ при добыче полезных ископаемых и сопутствующих работ.

## Конструкция
Создан по модульному принципу: многие узлы унифицированы и подходят для других машин «ЧЕТРА», могут быть заменены в «полевых» условиях.
Управление — гидравлическое.
Ходовая система — безраскосная с установкой опорных катков, объединённых попарно, на качающихся каретках с микроподрессориванием, телескопическими тележками и поперечной балансирной балкой с амортизаторами.
Ведущие колёса состоят из пяти сегментов с пятью зубьями и изготовлены из высокопрочной конструкционной легированной стали глубокой прокаливаемости.
Кабина с обзором в 360° оснащена двумя независимыми отопительными системами, кондинционируется.
Машина комплектуется приёмником ГЛОНАСС\GPS.